# 南岭国家森林公园
24°54′48″N 113°04′58″E / 24.9132921°N 113.0827312°E
南岭国家森林公园位于中國廣東省韶關市乳源瑶族自治县，近湖南莽山，地處南岭山脉的核心地带，是广东省最大的自然保护区，總面積約273平方公里。是珠江支流北江的发源地。海拔1902米的石坑崆是广东省最高峰。
前身可追溯至1950年代，广东省林业厅直属林场之一的乳阳林场。乳阳林场后改为乳阳林业局。1984年，广东省政府在此地建立省级自然保护区——乳阳八宝山自然保护区。1993年，与另四个省级自然保护区组建南岭国家级自然保护区。同年，在此地设立南岭国家森林公园。2012年的报道指出，南岭国家森林公园与南岭国家级自然保护区八宝山管理处辖区、乳阳国有林场（属乳阳林业局）为同一处山地，面积约46万亩左右。所在区域亦以乳阳林业局之名列为乳源瑶族自治县的类似乡级单位。
2012年，南岭国家森林公园獲評定為国家4A级旅游景区。2018年4月23日起停业整顿。

## 景區

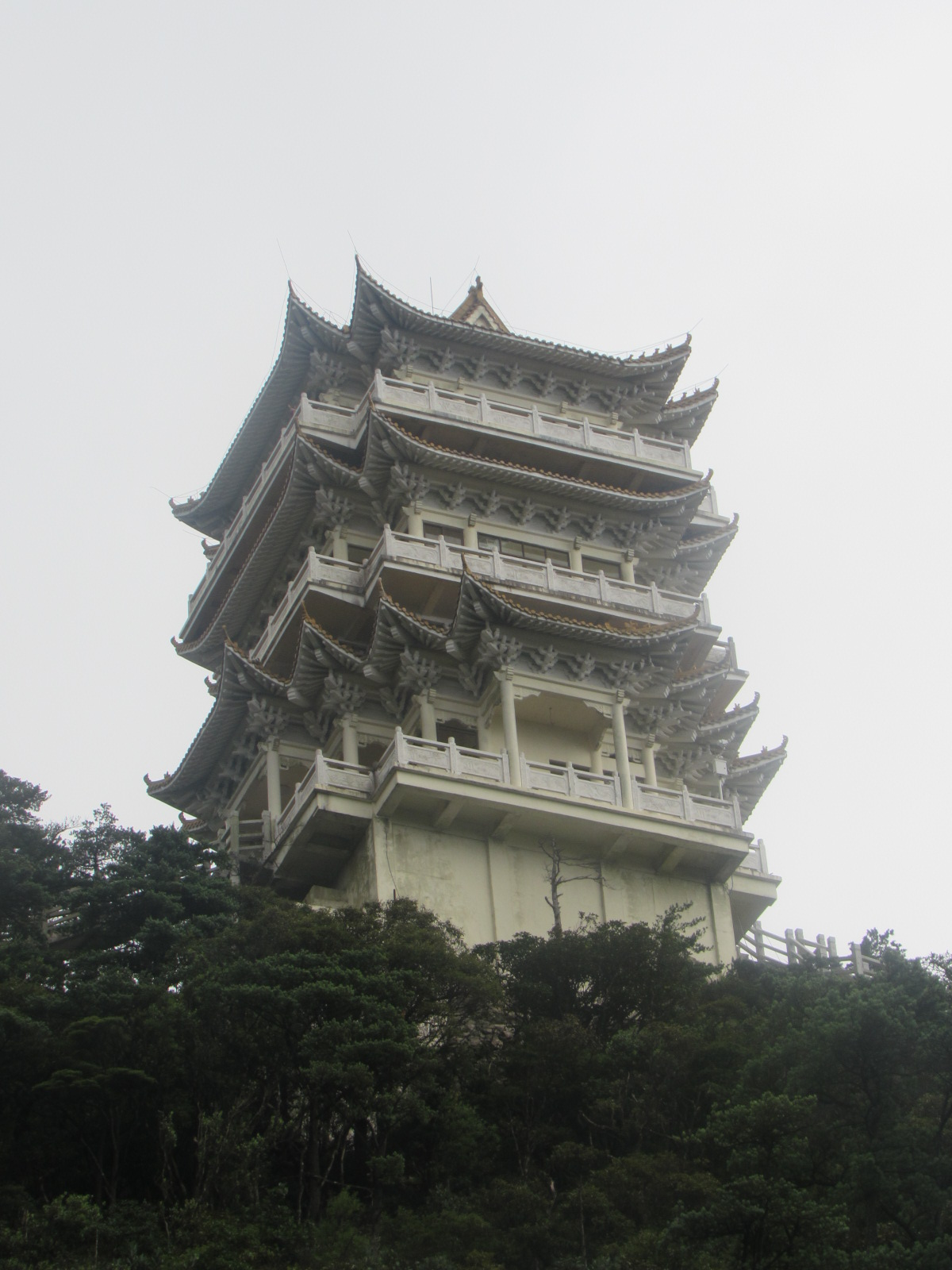
位於小黃山乳峰的乳峰閣

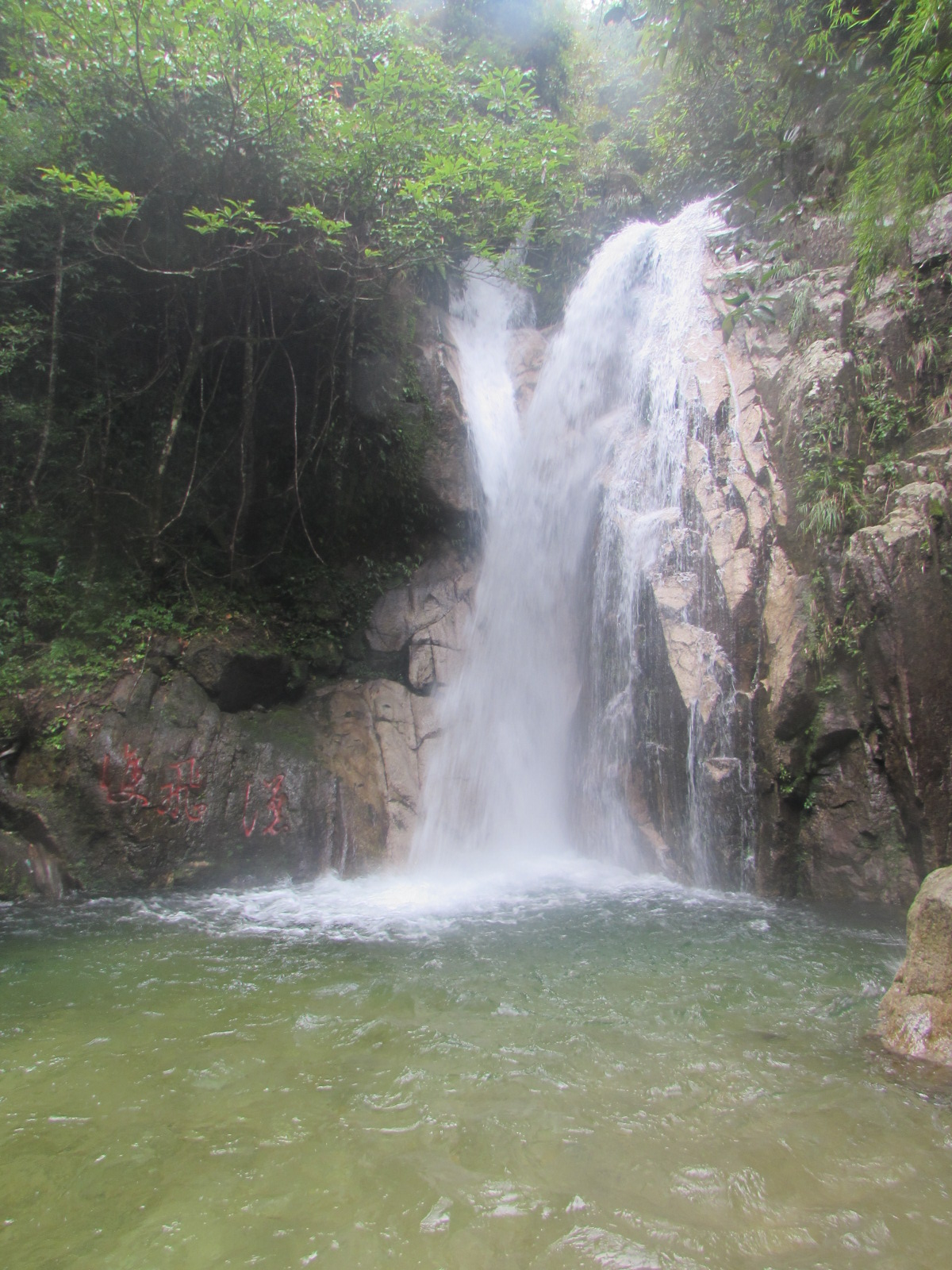
雙飛瀑

南岭国家森林公园內劃分了四個景區，分別為小黃山、瀑布群、親水谷和石坑崆。

### 小黃山
小黃山海拔1600米，為世界上最大片廣東松原始森林。頂峰為乳峰，入口處種有迎客松，并建有乳峰閣。山脚观景台可赏广东迎客松及赏枫叶。

### 瀑布群
瀑布群入口處為九重山，水源于發財嶺，共有八條主要瀑布，包括千米瀑、孔雀瀑、飞流瀑、惊心瀑、虎口瀑、清心瀑、音韵瀑和双飞瀑，全程2200米。

### 親水谷
親水谷的主要景點有飞花潭、珍珠潭、九曲潭、青松潭、通幽峡、仙女潭以及卧龙峡。裏面保存了壶穴地貌。

### 石坑崆
石坑崆海拔1902米，為廣東最高山峰，景點包括金蟾望月和空军雷达站旧址。

## 停业整顿
为切实保障广大游客的合法权益、保证游客的生命财产安全，按照相关规定和有关要求。南岭国家森林公园从2018年4月23日开始停业整顿，期间停止一切旅游活动，停止接待游客。